# Avenue de la Porte-de-Plaisance
L'avenue de la Porte-de-Plaisance est une voie du 15e arrondissement de Paris, en France.

## Situation et accès

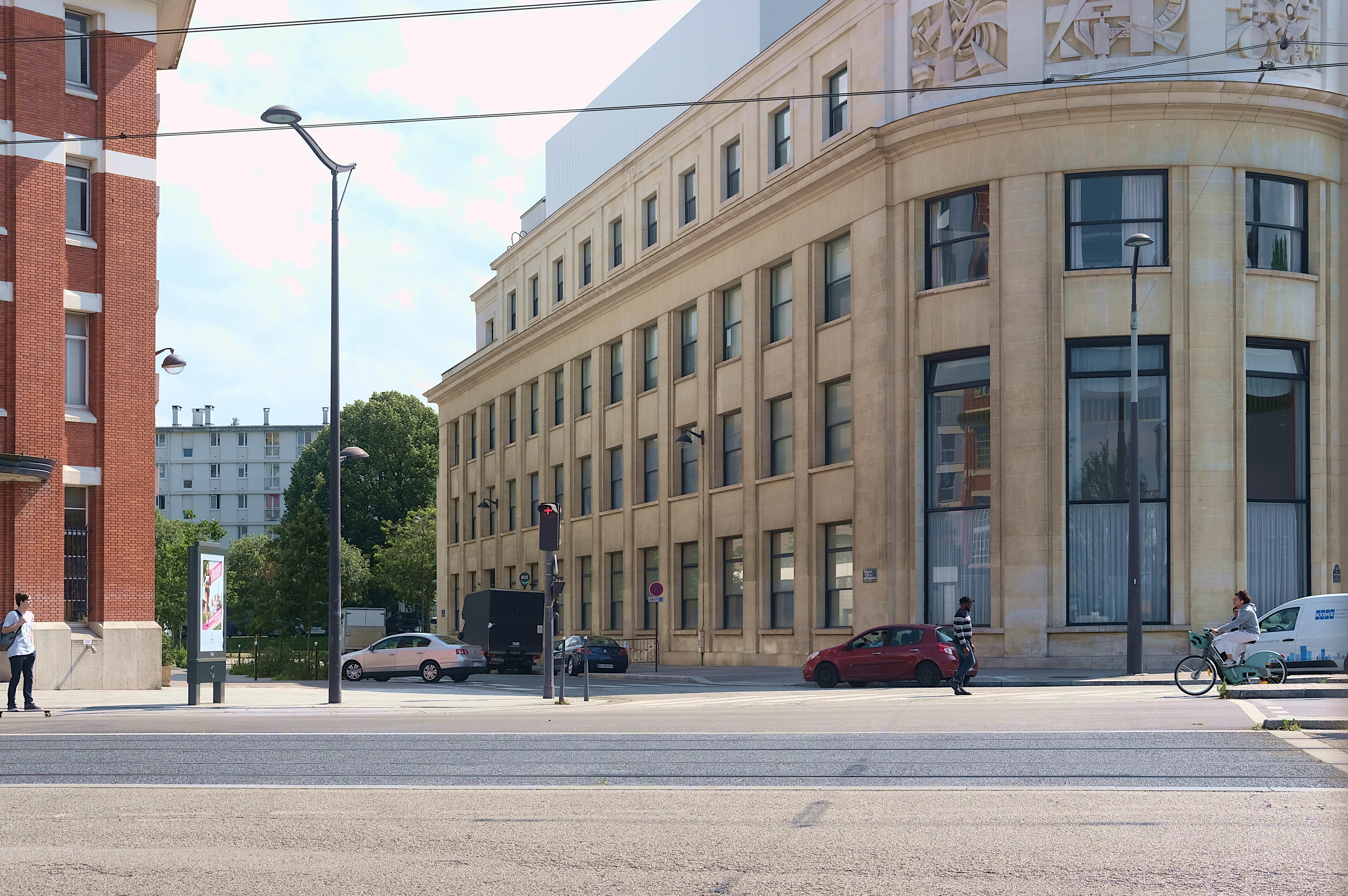
L'avenue de la Porte-de-Plaisance vue depuis le boulevard Lefebvre.

L'avenue de la Porte-de-Plaisance est une voie située dans le 15e arrondissement de Paris. Elle débute boulevard Lefebvre et au 1, rue Gaston-Boissier et se termine avenue Albert-Bartholomé.

## Origine du nom
Elle porte ce nom car elle est située en partie sur l'emplacement de l'ancienne porte de Plaisance de l'enceinte de Thiers à laquelle elle mène.

## Historique
Cette avenue a été créée en 1928 et nommée en 1929 sur l'espace de l'ancienne Zone de Paris et des fortifications de l'enceinte de Thiers au niveau du bastion no 73.
Jusqu'en 1946, elle finissait avenue Victor-Hugo à la limite du territoire de Vanves.